# Tandteknikerloven
Bekendtgørelse af lov om kliniske tandteknikere (i daglig tale blot Tandteknikerloven) var indtil 1. januar 2007 den lov, hvori kliniske tandteknikeres virke samt autorisations- og videreuddannelsesbestemmelser var beskrevet.
1. januar 2007 blev Tandteknikerloven afløst af Autorisationsloven – Lov om autorisation af sundhedspersoner og om sundhedsfaglig virksomhed – hvor tandteknikernes virke samt autorisations- og videreuddannelsesbestemmelser beskrives i § 64.

## Eksterne kilder og henvisninger
- Bekendtgørelse af 14. marts 1979 af lov om kliniske tandteknikere (gældende indtil 1. januar 2007)
- Bekendtgørelse af 22. maj 2006 af lov om autorisation af sundhedspersoner m.m., § 64 (gældende siden 1. januar 2007)